# Друвиена
Дру́виена (латыш. Druviena) — населённый пункт в Гулбенском крае Латвии. Административный центр Друвиенской волости. Расстояние до города Гулбене составляет около 37 км.
По данным на 2015 год, в населённом пункте проживало 240 человек. Есть волостная администрация, начальная школа, дом культуры, библиотека, фельдшерский и акушерский пункт, почтовое отделение, магазин. Поместье Друвиена является объектом культурного значения местного значения.

## История
Населённый пункт развивался вокруг центра бывшего поместья Друвиена (Друвен).
В советское время населённый пункт был центром Друвиенского сельсовета Гулбенского района. В селе располагался колхоз «Плесумс».